# Airbus A220
Airbus A220 dříve známý jako Bombardier CSeries či Bombardier BD500 je série úzkotrupých dopravních letounů s dvěma proudovými motory navržených společností Bombardier Aerospace, jejichž vývoj byl zahájen v roce 2004. V rámci CSeries jsou vyráběny dva modely: menší A220-100 (dříve CS100) a větší A220-300 (dříve CS300), první let typu byl proveden 16. září 2013. Na komerční lince byl uveden typ A220-100 poprvé 15. července 2016 společností Swiss Air International Lines, prodloužená verze A220-300 byla uvedena komerčně poprvé u lotyšské společnosti airBaltic 14. prosince 2016.
V říjnu 2017 odkoupil v programu CSeries podíl 50 % Airbus, přičemž v červenci 2018 dokoupil zbytek. Podíl získal také na výrobci a sérii Bombardier CSeries přejmenoval na Airbus A220, čímž rozšířil své portfolio o menší letadla.
K prosinci 2016 bylo podáno 360 objednávek na letadla CSeries. Tento letoun konkuruje modelům Irkut MS-21-200, Suchoj Superjet 100, Comac C919 a Embraer E-jet E2.

## V Česku
Na pražském letišti Václava Havla se letoun Airbus A220-100 (tehdy ještě Bombardier CS100) ukázal poprvé při testovacích letech 24. března 2016, komerčně tento typ do Prahy poprvé poslala 16. července 2016 švýcarská letecká společnost Swiss. Airbus A220-300 nasazuje společnost airBaltic na vybraných spojích na lince z hlavního města Lotyšska Rigy do Prahy od jara 2019. Airbus A220-300 je také provozován v barvách Českých aerolinií pod leteckou společností Smartwings.

## Uživatelé
V dubnu 2019 používalo tento typ šest společností, dále bylo vyrobeno celkem 7 prototypů.
| Swiss          | 8  | 1                           |    |    |
| airBaltic      | –  | 25                          |    |    |
| Delta Airlines | 9  | -                           |    |    |
| Korean Air     | -  | 10                          |    |    |
| Bombardier     | 5  | 2                           |    |    |
| Air Tanzania   | -  | 2                           |    |    |
| Lufthansa      | -  | 2 (pronajaté od Air Baltic) |    |    |
| Celkem         | 22 | 49                          | 71 | 71 |

## Objednávky

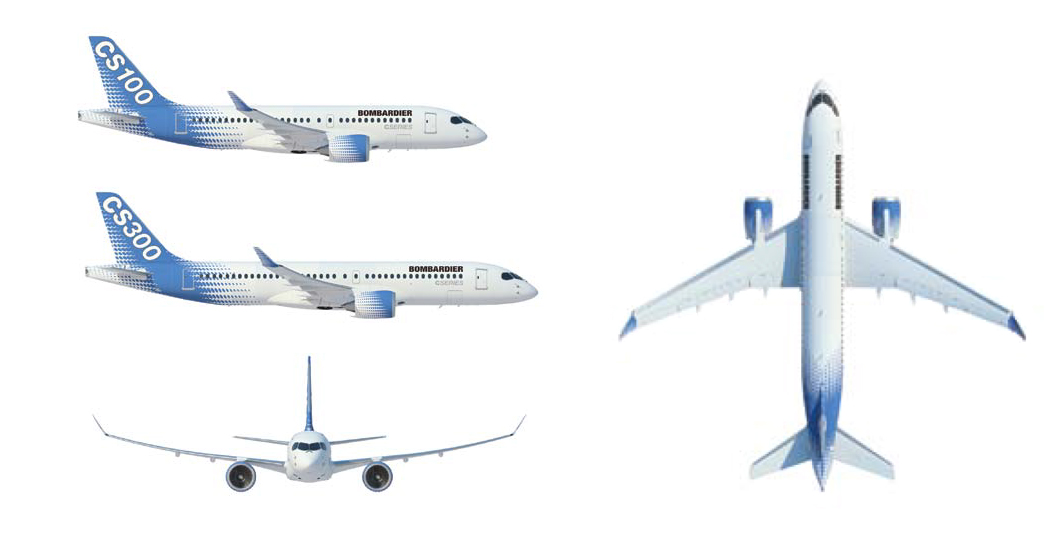
Nákres Airbusů A220-100 a A220-300

Stav objednávek na typy A220-100 a A220-300 k datu 1.1.2019:
| Zákazník                           | A220-100   | A220-300   | Obě verze dohromady | Poznámky                                                                           |
| Zákazník                           | Objednávky | Objednávky | Objednávky          | Poznámky                                                                           |
| ---------------------------------- | ---------- | ---------- | ------------------- | ---------------------------------------------------------------------------------- |
| airBaltic                          |            | 50         | 50                  | první komerční provozovatel A220-300                                               |
| Air Canada                         |            | 60         | 60                  |                                                                                    |
| Al Qahtani Aviation Company        |            | 16         | 16                  | Pro SaudiGulf                                                                      |
| Braathens Aviation                 | 10         |            | 10                  |                                                                                    |
| Delta Air Lines                    | 40         | 50         | 90                  |                                                                                    |
| EgyptAir                           |            | 12         | 12                  | Pro EgyptAir Express, kvůli kompletní výměně Embraeru E170 ve flotile společnosti. |
| Falcon Aviation Services           |            | 2          | 2                   |                                                                                    |
| Gulf Air                           | 10         |            | 10                  |                                                                                    |
| GTLK State Transport Leasing Co.   |            | 6          | 6                   | Pro Red Wings Airlines                                                             |
| Ilyushin Finance Co.               |            | 14         | 14                  |                                                                                    |
| Iraqi Airways                      |            | 5          | 5                   |                                                                                    |
| JetBlue                            |            | 60         | 60                  |                                                                                    |
| Korean Air                         |            | 10         | 10                  |                                                                                    |
| Lease Corporation International    | 3          | 17         | 20                  |                                                                                    |
| Lufthansa Group                    | 10         | 20         | 30                  | Pro Swiss International Air Lines                                                  |
| Macquarie AirFinance               |            | 40         | 40                  |                                                                                    |
| Moxy (airline)                     |            | 60         | 60                  |                                                                                    |
| Odyssey Airlines                   | 10         |            | 10                  |                                                                                    |
| PrivatAir                          | 5          |            | 5                   |                                                                                    |
| Republic Airways                   |            | 40         | 40                  |                                                                                    |
| Tanzanian Government Flight Agency |            | 2          | 2                   | Pro Air Tanzania                                                                   |
|                                    | A220-100   | A220-300   | Celkem              |                                                                                    |
| Celkem objednáno                   | 88         | 449        | 537                 |                                                                                    |
| Zbývá dodat                        | 76         | 406        | 482                 |                                                                                    |

## Specifikace

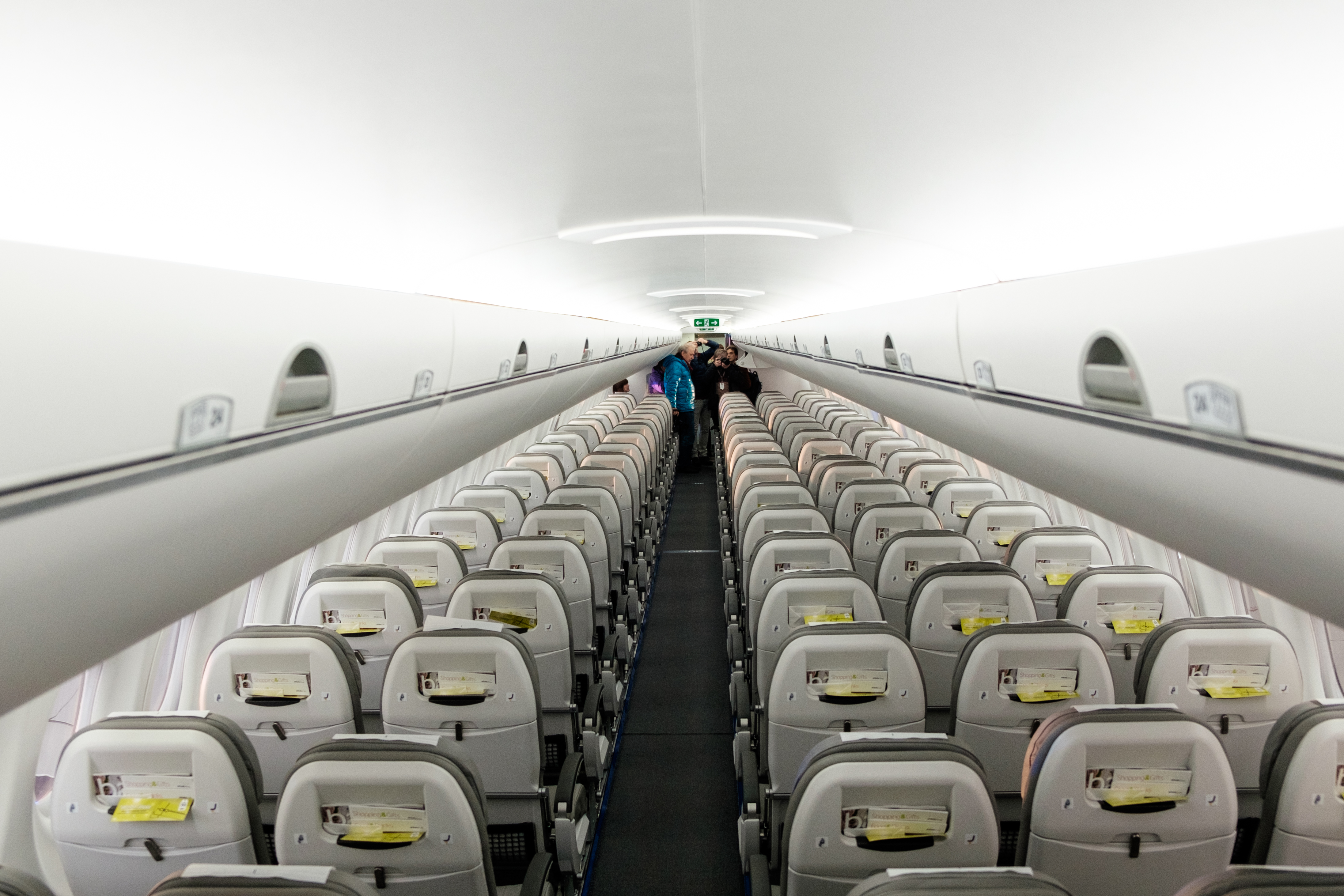
Kabina pro cestující (sezení 2-3)

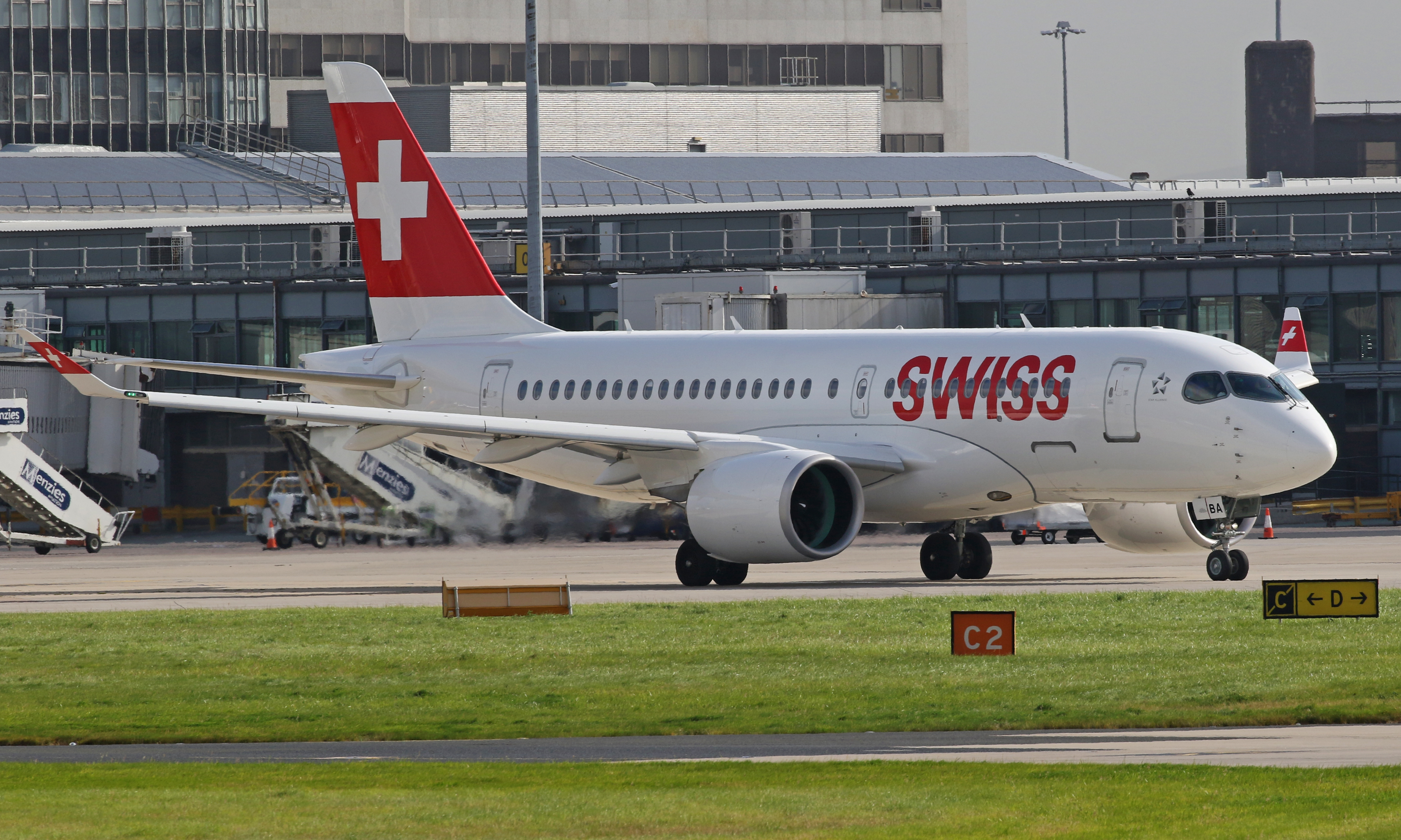
Airbus A220-100 imatrikulce HB-JBA u Swiss I. Air Lines

|                                                      |                                                      | A220-100                                               | A220-300                             |
| ---------------------------------------------------- | ---------------------------------------------------- | ------------------------------------------------------ | ------------------------------------ |
| Posádka                                              | Posádka                                              | 2 piloti 3 až 5 letušek                                | 2 piloti 3 až 5 letušek              |
| Počet cestujících                                    | Počet cestujících                                    | 108 (8J + 100Y) až 133 (1 třída)                       | 130 (12J + 118Y) až 160              |
| Sedadla                                              | rozteč                                               | 91 cm v J a 81 cm v Y                                  | 91 cm v J a 81 cm v Y                |
| Sedadla                                              | šířka                                                | 51 cm v J a 47 cm v Y                                  | 51 cm v J a 47 cm v Y                |
| Délka                                                | Délka                                                | 35,0 m                                                 | 38,7 m                               |
| Rozpětí                                              | Rozpětí                                              | 35,1 m                                                 | 35,1 m                               |
| Plocha křídel                                        | Plocha křídel                                        | 112,3 m²                                               | 112,3 m²                             |
| Výška                                                | Výška                                                | 11,5 m                                                 | 11,5 m                               |
| Průměr trupu                                         | Průměr trupu                                         | 3,7 m                                                  | 3,7 m                                |
| Kabina                                               | šířka                                                | 3,28 m                                                 | 3,28 m                               |
| Kabina                                               | výška                                                | 2,11 m                                                 | 2,11 m                               |
| Kabina                                               | délka                                                | 23,7 m                                                 | 27,5 m                               |
| Objem zavazadlového prostoru                         | Objem zavazadlového prostoru                         | 23,7 m³                                                | 31,6 m³                              |
| Maximální vzletová hmotnost (MTOW)                   | Maximální vzletová hmotnost (MTOW)                   | 60 781 kg                                              | 67 585 kg                            |
| Maximální přistávací hmotnost (MLW)                  | Maximální přistávací hmotnost (MLW)                  | 52 390 kg                                              | 58 740 kg                            |
| Maximální dolet                                      | Maximální dolet                                      | 5 741 km                                               | 6 112 km                             |
| Rychlost                                             | maximální                                            | Mach 0,82 (871 km/h)                                   | Mach 0,82 (871 km/h)                 |
| Rychlost                                             | cestovní                                             | Mach 0,78 (829 km/h)                                   | Mach 0,78 (829 km/h)                 |
| Vzletová vzdálenost při maximální vzletové hmotnosti | Vzletová vzdálenost při maximální vzletové hmotnosti | 1 463 m                                                | 1 890 m                              |
| Přistání na maximální přistávací hmotnost            | Přistání na maximální přistávací hmotnost            | 1 387 m                                                | 1 509 m                              |
| Maximální letová hladina                             | Maximální letová hladina                             | 12 497 m                                               | 12 497 m                             |
| Motory                                               | Motory                                               | 2× Pratt & Whitney PW1500G                             | 2× Pratt & Whitney PW1500G           |
| Tah (jednoho motoru)                                 | Tah (jednoho motoru)                                 | 84,1 kN - PW1519G 93,4 kN - PW1521G 103,6 kN - PW1524G | 93,4 kN - PW1521G 103,6 kN - PW1524G |

## Fotogalerie

### Letecké společnosti

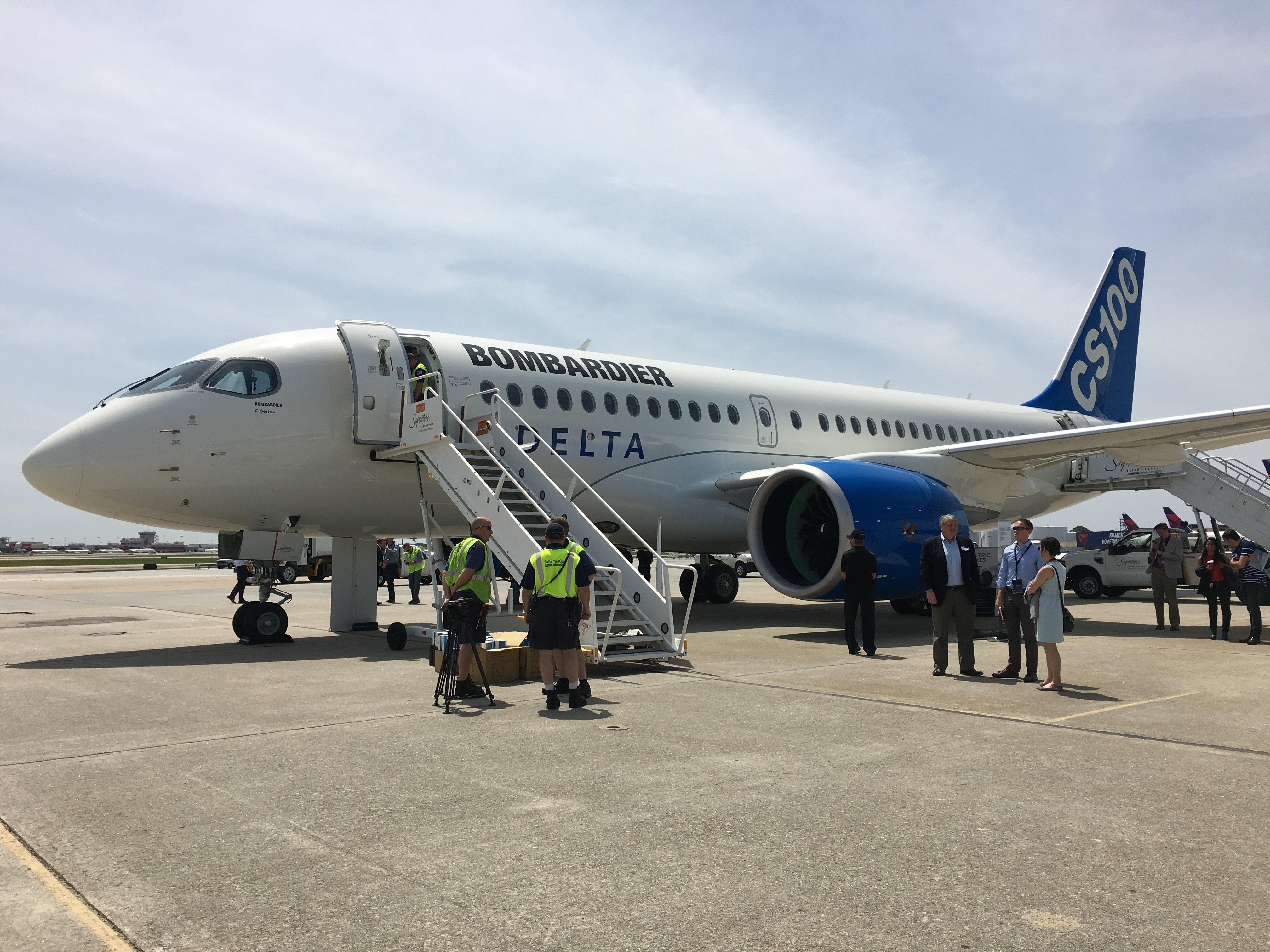
Delta Air Lines Airbus A220-100
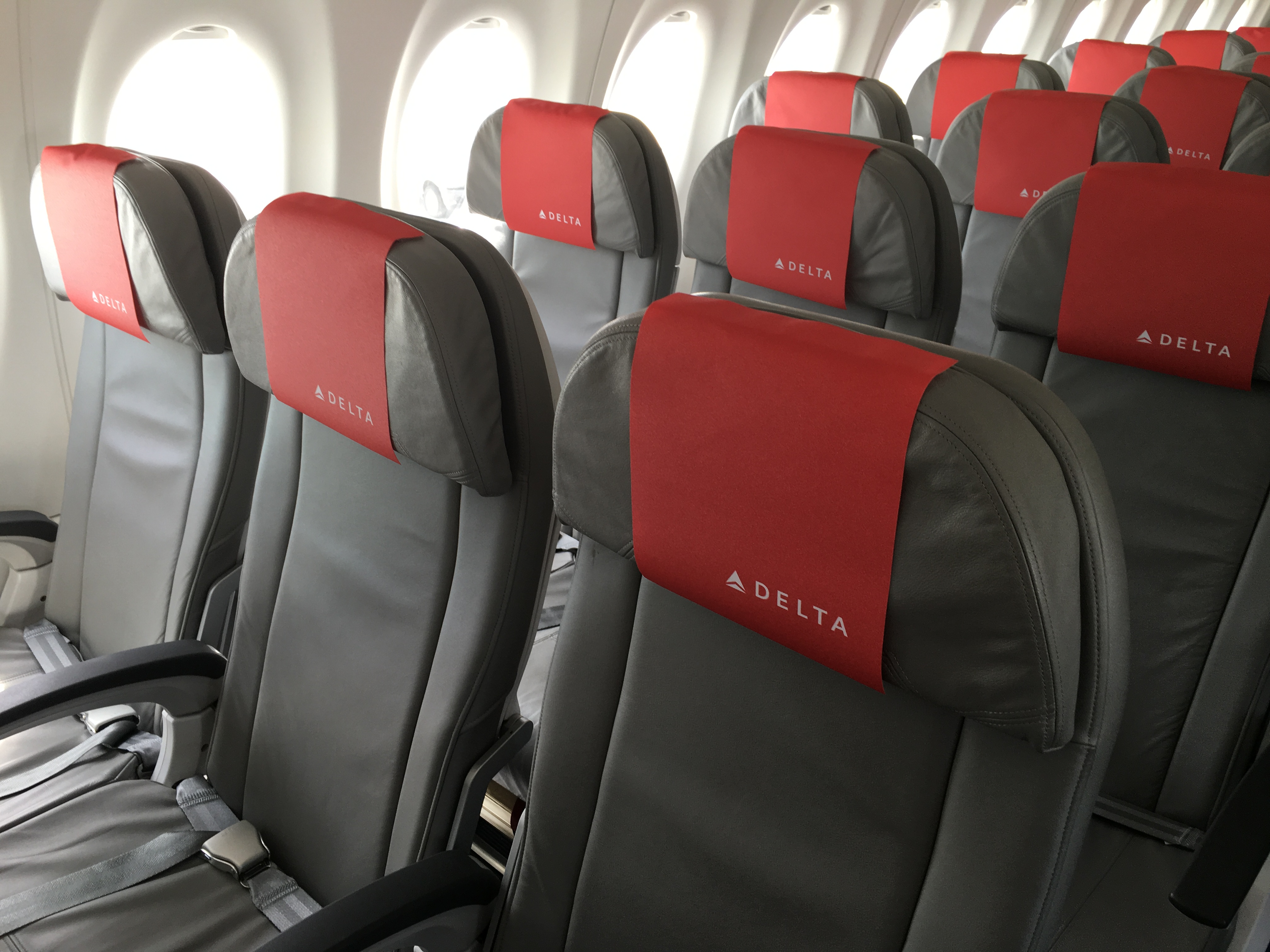
Delta Air Lines A220-100 – interiér
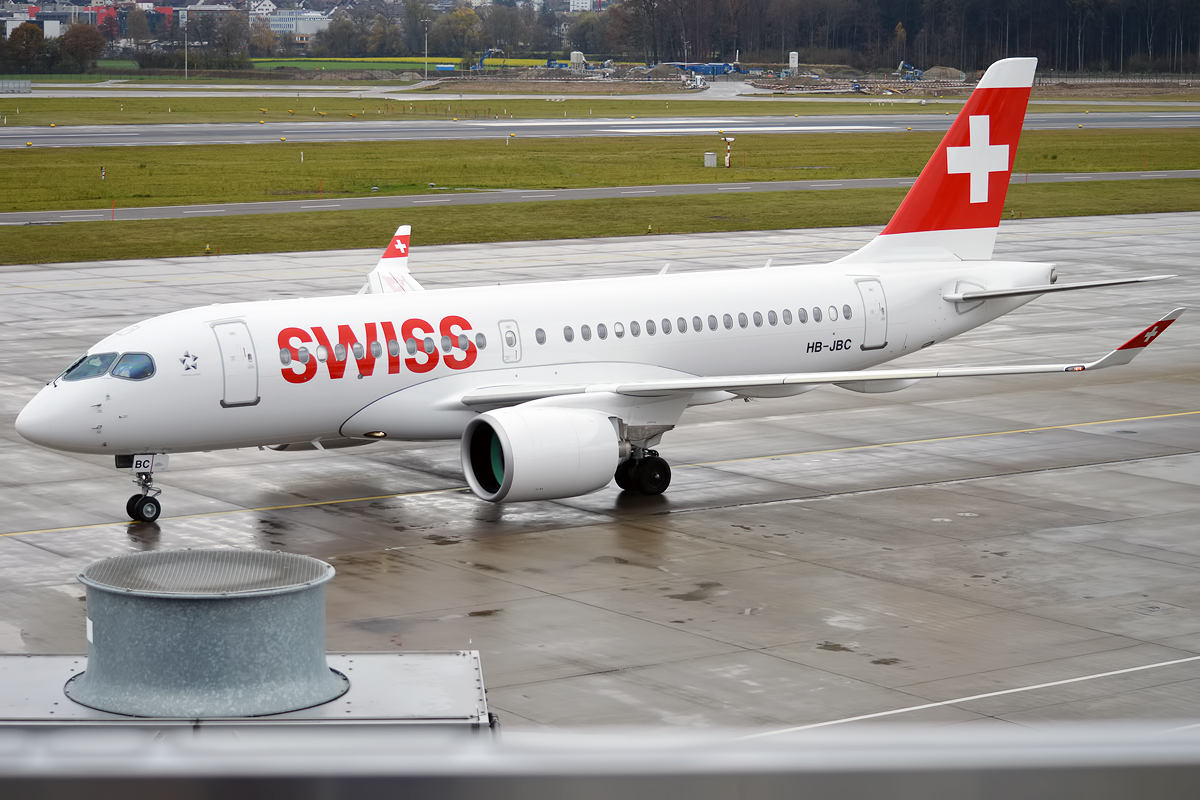
Swiss International Air Lines A220-100
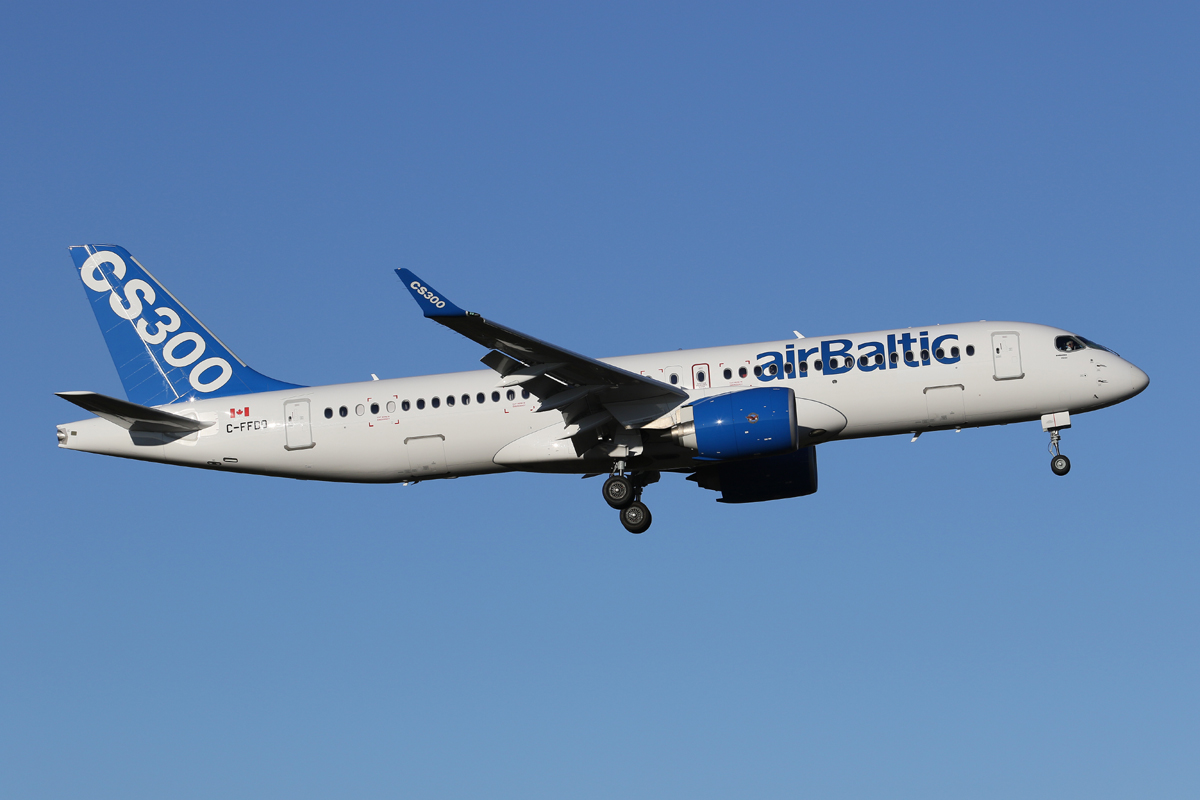
airBaltic A220-300
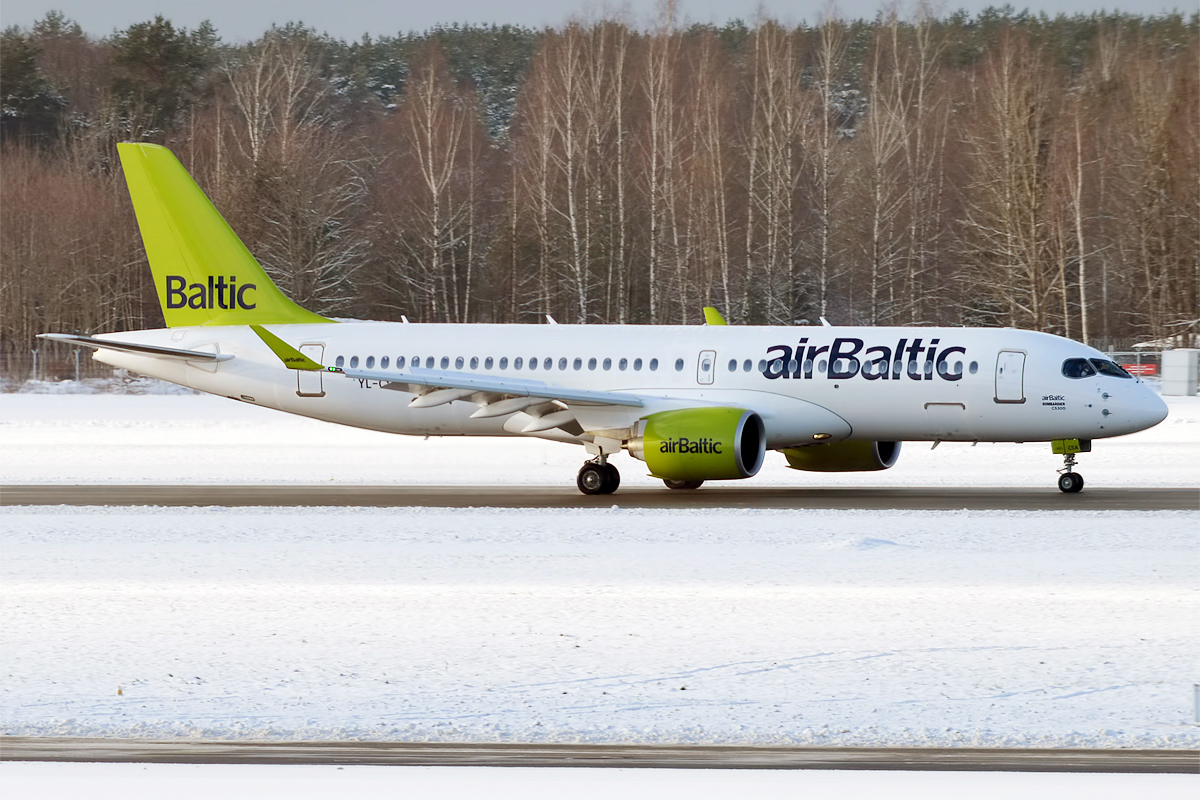
airBaltic A220-300
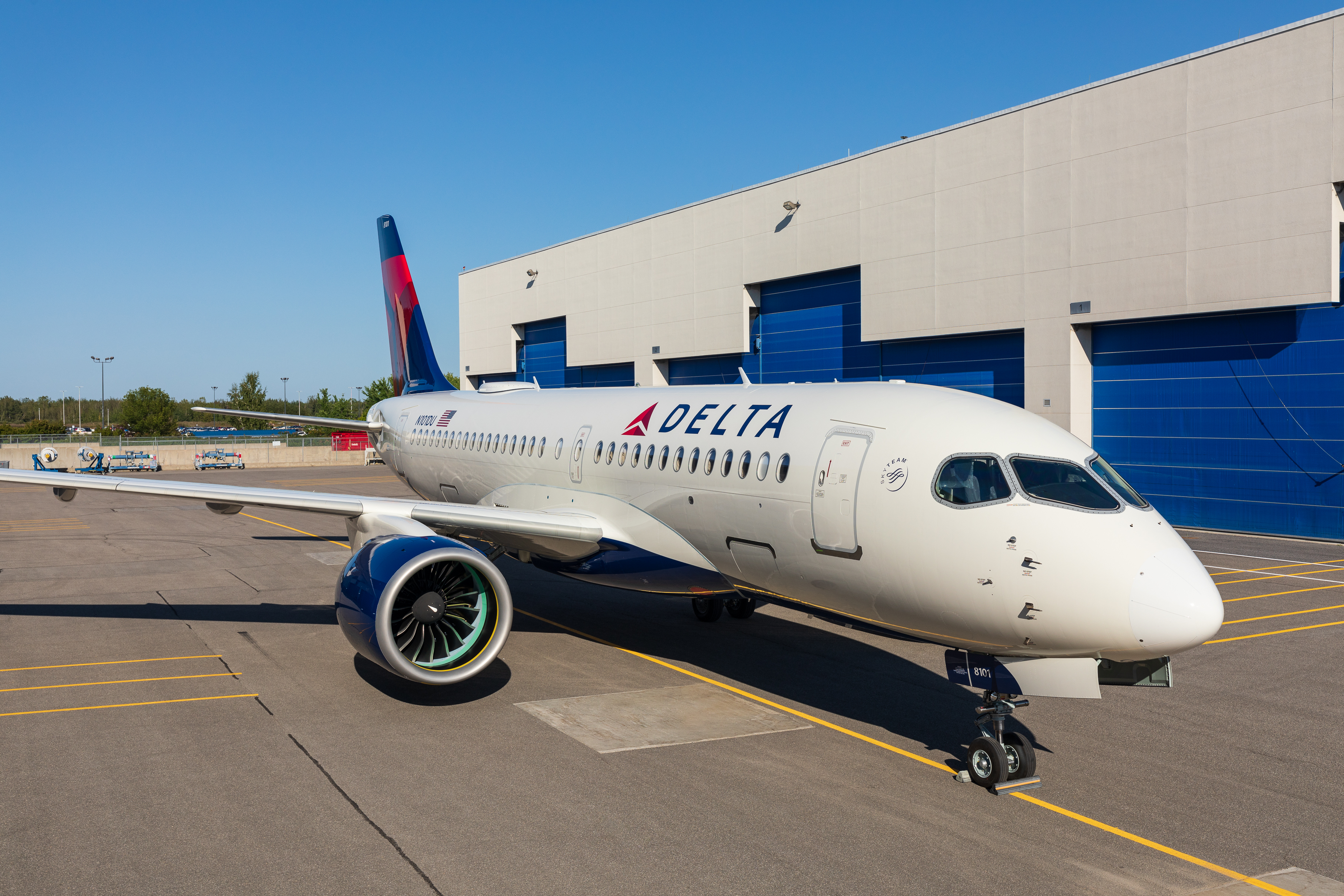
A220 Delta Airlines